# Občina Kortenaken
Kortenaken je občina na vzhodu belgijske province Flandrijski Brabant. Na severu meji na občini Bekkevoort in Halen, na vzhodu na občini Geetbets in Zoutleeuw, na jugu na občini Linter in Tienen ter na zahodu na Glabbeek. Administrativno središče občine je Kortenaken.

## Naselja v občini
Hoeleden, Kersbeek, Kortenaken, Miskom, Ransberg, Waanrode in vasica Stok.

## Naravne znamenitosti
- gozd Begijnenbos
- gozd Heibos
- gozd Rukenbos
- gozd Molenbos
- reka Velpe

## Izobraževanje

### Občinsko izobraževanje
- Občinski vrtec 'De Vlindertuin' (slovensko Metulji vrt) v Kersbeeku

### Katoliško izobraževanje
- Svoboden vrtec 'De Kiem' (slovensko Kalček) v Ransbergu
- Svobodna osnovna šola 'Het Toverpotlood' (slovensko Čarobni svinčnik) v Hoelednu
- Svobodna osnovna šola 'De Zonnebloem' (slovensko Sončnica) v Kortenaknu
- Svobodna osnovna šola 'De Trip Trap' v Waanrodu